# Амаларих
Амаларих или Амаларик, био је син визиготског краља Алариха II и Теодеготе, кћерке остроготског краља, Теодорика Великог и његове прве жене. Амаларих је био дете кад му је отац погинуо у бици код Вујеа (507), те је до 526. године у његово име владао његов деда, Теодорик Велики. Самостално је почео да влада 526. док није био убијен, 531.

## Биографија
Када је Аларих погинуо 507. године, на његово место је изабран његов незаконити син, Гесалеих, а Амаларих је био одведен на сигурно у Хиспанију. Гесалеих је наставио борбу против Франака, али није имао много успеха, јер је 511. био убијен. Након његове смрти, Визиготским краљевством је владао Теодорик Велики у име свог малолетног унука, Амалариха, а преко свог вице-регента, Теудиса, остроготског племића. Године 522. млади Амаларих је био проглашен краљем а четири године касније, након Теодорикове смрти, преузео је потпуну власт над Визиготским краљевством у Хиспанији и Септиманији, а Провансу је дао на управљање свом рођаку, новом остроготском краљу Аталариху. 
Оженио се Клотилдом, кћерком франачког краља, Хлодовеха. Међутим, Амаларих ју је злостављао и приморавао да прихвати аријанство и да се одрекне ортодоксног хришћанства, вере коју је скоро њен отац био прихватио као званичну веру Франачког краљевства, што је изазвало франачку интервенцију. Амаларих је побеђен у Нарбону 531, одакле је побегао у Барселону, где су га убили његови људи.